# Enzo Paleni
Enzo Paleni (Aix-en-Provence, 30 maggio 2002) è un ciclista su strada francese che corre per il team Groupama-FDJ; è professionista dal 2023.

## Palmarès

### Strada
- 2022 (Équipe Continentale Groupama-FDJ, una vittoria)

Classifica generale Triptyque des Monts et Châteaux

#### Altri successi
- 2019 (Juniores)

2ª tappa - parte a Aubel-Thimister-Stavelot (Thimister, cronosquadre)
- 2022 (Équipe Continentale Groupama-FDJ)

Classifica scalatori Tour de la Mirabelle

## Piazzamenti

### Grandi Giri
- Giro d'Italia

2024: 56º
2025: 112º

### Competizioni mondiali
- Campionati del mondo

Glasgow 2023 - Cronometro Under-23: 22º
Glasgow 2023 - In linea Under-23: 57º

### Competizioni europee
- Campionati europei

Anadia 2022 - Cronometro Under-23: 12º
Anadia 2022 - Staffetta Under-23: 6º